# Heinrich Houben
Heinrich Houben (* 19. Februar 1866 in Leutherheide; † 20. Juli 1941 ebenda) war ein deutscher Schriftsteller und Dichter.

## Leben
Heinrich Houben war der Sohn des Volksschullehrers Johann Wilhelm Houben (1832–1899) und seiner Ehefrau Helene Simon (1836–1923). Nach dem Besuch der von seinem Vater geleiteten Volksschule besuchte er zur Zeit des Kulturkampfs das Dominikaner-Collegium im niederländischen Venlo, später das Gymnasium Thomaeum in Kempen. 1882 wurde er auf der Landstraße zwischen Breyell und Lobberich Opfer eines Überfalls, bei dem er so schwer verletzt wurde, dass er das Gymnasium verlassen musste und die angestrebte Lehrerausbildung nicht weiterverfolgen konnte. Autodidaktisch bildete er sich insbesondere in Literatur, Kunst, Theologie, Geschichte sowie Fremdsprachen weiter, so dass er selbst viele seiner Theaterstücke ins Niederländische, Englische und Französische übersetzen konnte.
Das Ende seiner Schullaufbahn wurde zum Beginn seiner schriftstellerischen Tätigkeit mit Gedichten und heimatkundlichen Aufsätzen. 1888 legte er eine Arbeit zum Henese Fleck vor, einer lokalen Geheimsprache fahrender Händler. 1893 wurde in seinem Geburtsort sein erstes Theaterstück Die Schauspielkandidatin aufgeführt. Sein erfolgreichstes Stück ist Wenn du noch eine Mutter hast von 1911, sein bedeutendstes Werk das Passionsspiel Jerusalem von 1926, das „einzige Passionsspiel in der Theaterliteratur, das ohne Christus-Rolle gespielt wird“.
Er veröffentlichte über 40 Jahre hinweg durchschnittlich drei Theaterstücke pro Jahr, die er über mehrere Theaterverlage streute und mit denen er eine große Bühnenpräsenz erreichte. Aufführungen seiner Stücke in Deutschland sind aus Aachen, Bamberg, Bingen, Essen, Fulda, Königsberg, Koblenz, Krefeld, Münster und Stettin bekannt, im europäischen Ausland aus Amsterdam, Basel, Brüssel, London, Luxemburg, Mailand, Paris und Rom, aus dem Kaisertum Österreich, sowie aus Chicago, St. Louis und Daressalam. Die Auflage seiner Stücke lag im Jahr 1928 über einer halben Million.
Heinrich Houben starb 1941 unverheiratet und ohne Nachkommen.
Heute ist Heinrich Houben außerhalb seiner Heimat nur noch in Fachkreisen bekannt, was in der starken Bindung seiner Stücke an die Zeit und den Zeitgeschmack begründet ist. Die Texte seiner Theaterstücke findet man fast nur noch in Universitätsbibliotheken, z. B. in Bonn, Düsseldorf, Köln und Münster, sowie im Archiv des Kreises Viersen in Dülken.

## Werke (Auswahl)
- Leitfaden zum Krämerlatein genannt Henese Fleck. Breyell 1888, Faksimile 2018, 39 Seiten
- Die Schauspielkandidatin, 1893
- Des Räubers Umkehr, 1895
- Der Gelegenheitsdichter, 1896
- Der Turmgeist von Grauenburg, 1896, Thomas-Druckerei Kempen 1920
- Die Unverwüstlichen, 1898
- Jakob Kümmelhofer, 1898
- Die Freibeuter, Thomas-Druckerei Kempen 1901
- Der Freischütz, Klöckner & Mausberg Kempen 1902 (Theateradaption der gleichnamigen Oper)
- Fahrendes Volk, Thomas-Druckerei Kempen 1908
- Onkel Oelmanns Erben, Thomas-Druckerei Kempen 1908
- Töchter der Puszta, 1909
- Der Kinderkreuzzug, Verlagsanstalt Vollmer Münster 1912
- Der Leuchtturmwärter von Helgoland, Val. Höfling München 1913
- Der Ritter vom Heiligen Land, Verlagsanstalt Vollmer Münster 1914
- Der Orgeldreher vom Hunsrück, Franz Wulf Verlag Warendorf 1916
- Die Besengarde von Kloppendorf, Thomas-Druckerei Kempen 1918
- Die Schmuggler vom Riedsee, Thomas-Druckerei Kempen 1918
- Das Wirtshaus im Spessart, Thomas-Druckerei Kempen 1920 (Theateradaption des gleichnamigen Märchens)
- Wenn du noch eine Mutter hast, 1922, Verlag Val. Höfling München 1925
- Die Marienampel, Franz Wulf Verlag Warendorf, 1922
- Het spook in de canapé: Klucht in één bedrijf, Mosmans 1923
- Limpi und Lampi, oder Die Unverwüstlichen, Alsatia-Verlag Colmar 1925
- Jerusalem, Thomas-Druckerei Kempen 1926
- Die Hütte am See, Thomas-Druckerei Kempen 1932
- Bethlehem, Thomas-Druckerei Kempen o. J.